# 垂枝泡花树
垂枝泡花树（学名：Meliosma flexuosa）为清风藤科泡花树属下的一个种。